# Portugaler
"Portugaler" e "La Portingaloise" são nomes dados a duas composições instrumentais do século XV que apresentam semelhanças que sugerem uma origem comum mas cuja relação precisa é ainda alvo de debate.

## Origem

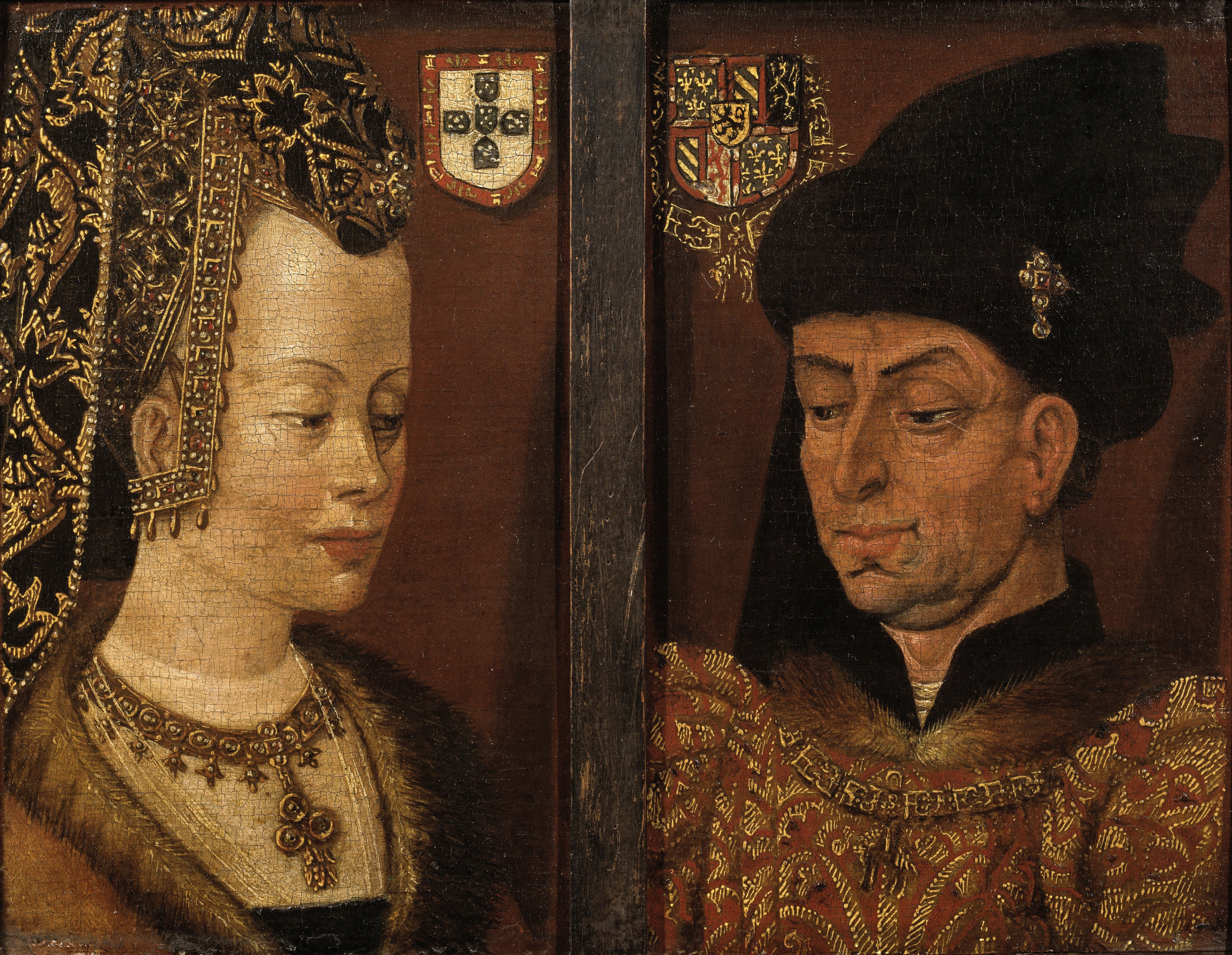
Isabel de Portugal e Filipe III

O origem do título é bastante enigmática. "Portugaler" (ou "Portigaler") significava em alemão "português" e "La Portingaloise" significava em francês "a portuguesa". Assim, é possível que o nome identifique o Reino de Portugal como origem geográfica da melodia, como acontece com outras danças baixas associadas a outras nacionalidades e regiões como "La Navarroise", "La Florentine", "La Potevine" ou "La Spagna". Contudo, esta teoria é considerada improvável até porque apresenta características da música franco-flamenga.
Uma outra teoria para tal nome classifica "La Portingaloise" como a alcunha de uma duquesa de Borgonha, Isabel de Portugal em referência à sua nacionalidade. De facto, poderia ter sido composta em sua honra pelo casamento com Filipe III de Borgonha em 1430 ou, alternativamente, poderia ser das músicas que a duquesa mais apreciava.
Diversas versões chegaram à atualidade. "La Portingaloise" é uma composição instrumental para basse dance presente num único manuscrito musical e "Portugaler" existe em diversas variações, umas instrumentais, outras destinadas ao canto, umas religiosas outras seculares, atribuídas tradicionalmente ao famoso compositor Guillaume Dufay. É principalmente no contexto das obras de Dufay que o "Portugaler" tem sido estudado.

## Fontes

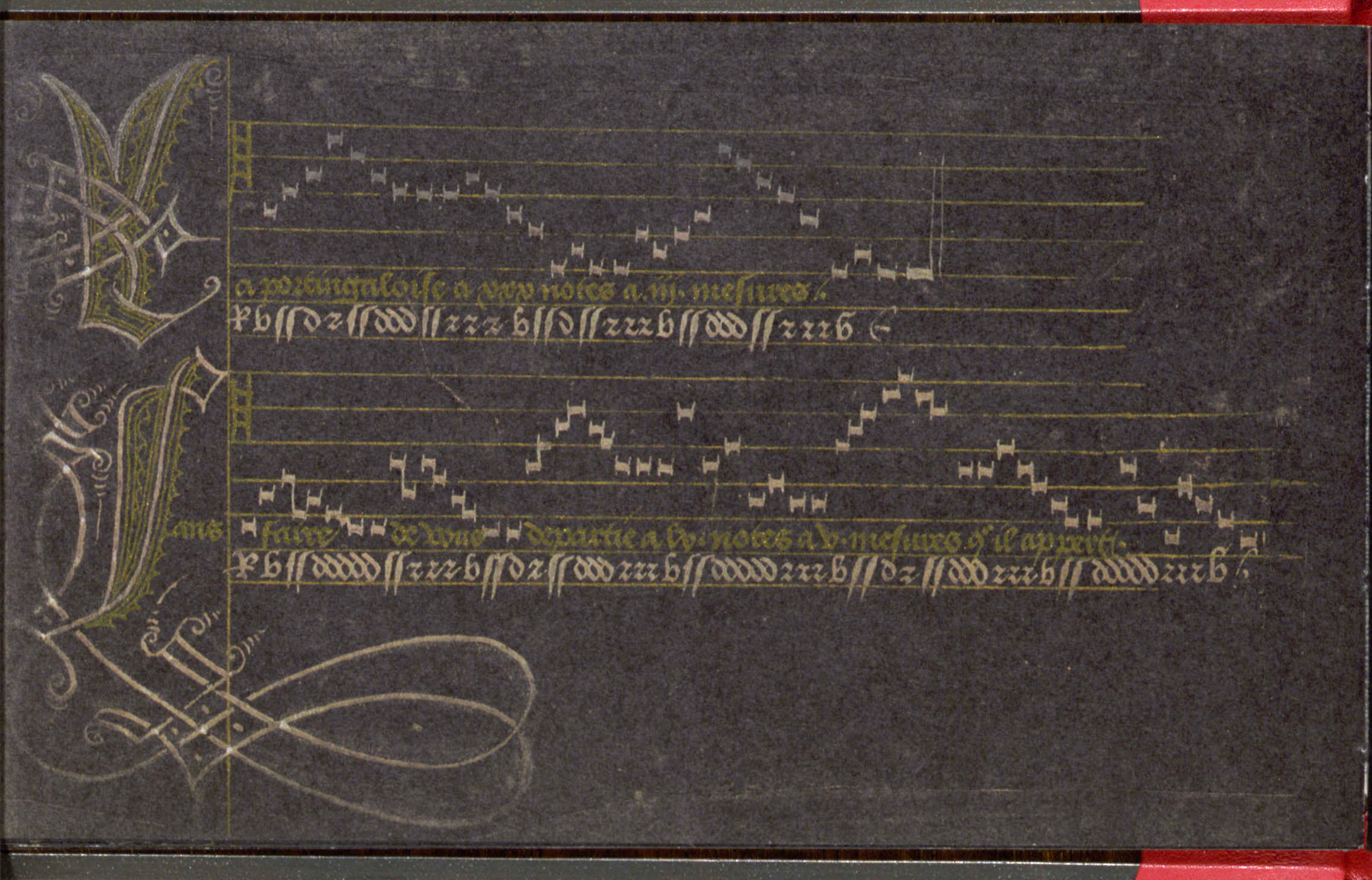
"La Portingaloise" no livro de basses danses de Margarida de Áustria

## Influência
O "Portugaler" foi extremamente popular durante o século XV um pouco por toda a Europa. Atualmente tem algum destaque em Portugal e, mesmo que a sua origem não seja clara, tem sido interpretada e gravada como qualquer outra música genuinamente portuguesa.
As curiosas designações também se revelaram influentes. "Portugaler" tornou-se o nome de uma editora discográfica e "Portingaloise" o nome de um festival internacional de danças e músicas antigas.